# Cretatriacanthidae
Famille
Les Cretatriacanthidae constituent une famille fossile de poissons à nageoires rayonnées de l’ordre des Tetraodontiformes qui ont vécu au cours du Crétacé supérieur.

## Classification
Les Cretatriacanthidae font partie, avec les familles Plectocretacicidae et Protriacanthidae, de la super-famille des Plectocretacicoidea, toutes créées en 1996 par James C. Tyler (d) et Lorenzo Sorbini (d),.

## Liste des genres
Deux genres sont connus :
- † Cretatriacanthus Tyler & Sorbini, 1996[3]
- † Slovenitriacanthus Tyler & Križnar, 2013
  - espèce † Slovenitriacanthus saksidai[4]

### Publication originale
- (en) James C. Tyler et Lorenzo Sorbini, « New Superfamily and Three New Families of Tetraodontiform Fishes from the Upper Cretaceous: The Earliest and Most Morphologically Primitive Plectognaths », Smithsonian Contributions to Paleobiology, Washington, vol. 82,‎ 1996, p. 1–59 (ISSN 0081-0266, e-ISSN 1943-6688, DOI 10.5479/si.00810266.82.1).